# Mende (Hongarije)
Mende is een plaats (község) en gemeente in het Hongaarse comitaat Pest, gelegen in het district Nagykáta. Mende telt 4149 inwoners (2018).

## Geschiedenis
Op het treinstation van Mende op 22 december 1968 om 17.00 uur was er een dodelijke treinongeluk waarbij 43 mensen het leven lieten.